# Semanario insólito (programa de televisión)
Semanario insólito fue un programa de televisión argentino y el primer noticiero humorístico de tal país. Emitido en los años 1982 y 1983 por el Canal 7 —llamado ATC en ese período— de Buenos Aires, fue creado por Carlos Alberto Aguilar, también productor ejecutivo —sucedido por Raúl Becerra— y constituyó el debut como presentadores del propio Becerra, Adolfo Castelo, Raúl Portal y Virginia Hanglin, además del inicio de las carreras televisivas de Nicolás Repetto y Norbert Degoas, desempeñándose como reporteros. Comenzó a emitirse semanalmente de 20 30 a 21 00hs. —extendiéndose desde las 21 00 a 22 00 desde 1983— el domingo 10 de abril de 1982, a 8 días de haberse iniciado la Guerra de las Malvinas y en el contexto de un país que era gobernado totalitariamente desde el golpe de Estado del 24 de marzo de 1976 por el autodenominado Proceso de Reorganización Nacional, presidido en aquel entonces por la Tercera Junta Militar de Gobierno. Los medios de comunicación era regulados desde el 15 de septiembre de 1980 por el Comité Federal de Radiodifusión y el canal de transmisión del ciclo estaba intervenido directamente por la Presidencia de la Nación.
Los anfitriones eran periodistas —excepto por Hanglin— de excesiva formalidad con una subjetividad concreta, que ignoraban por ingenuidad o socarronería la realidad política y social que la Argentina transitaba desde hacía más de 6 años —la dictadura, el terrorismo de Estado, la constante violación de los derechos humanos, la desaparición y muerte de miles de personas, la apropiación sistemática de recién nacidos, la censura y el espionaje—, abordando temáticas inexploradas y haciendo cualquier tipo de preguntas a los individuos entrevistados, increpando por primera vez en televisión nacional a políticos, funcionarios y empresarios. La intención era comunicar desesperadamente noticias y primicias que finalmente no eran tales, ya fuera por la falta de experiencia informativa de los naífs presentadores o como consecuencia directa de la censura estatal, la cual ellos no percibían. En una de sus emisiones, Castelo apareció frente al Congreso de la Nación anunciando estar a la «espera de que se inicien las sesiones de diputados», cuando el sistema democrático había sido suprimido desde 1976.
El programa tenía una orientación crítica para con la sociedad, la política, la cultura, la farándula y la idiosincrasia argentina de la época, de las cuales pretendía construir subrepticiamente una reflexividad mediante la ironía, el sarcasmo, la sátira, el doble sentido y la alegoría. La transgresión, falacia, parodia, autorreferencia e incoherencia eran recursos comunes en el ciclo, a punto tal que los conductores comenzaban a presentar, dar apertura y cierre a elementos incorpóreos, segmentos y hasta a ellos mismos («Adelante estudios centrales/Gracias estudios centrales», «Adelante corte comercial/Gracias corte comercial» y «Adelante yo/Gracias yo»). A su vez, se hacía una constante autocrítica a la solemnidad y veracidad, como así también a la supuesta objetividad y neutralidad de los programas periodísticos de la década del 70 y contemporáneos, exponiendo frecuentemente clichés del entorno televisivo y cumpliendo con los criterios de la metatelevisión. Se le daba la trascendencia, infraestructura y producción correspondiente a acontecimientos relevantes, a eventos absurdos y ridículos e incluso a la ausencia de estos («Aquí no está ocurriendo absolutamente nada y somos el único medio presente»). Además de ser un programa precursor en amalgamar noticias y humor, contenía diversos skecthes, gags, bloopers y segmentos, entre los cuales se destacaron tanto las primeras encuestas a transeúntes al azar en las calles como Pasando revista, donde se analizaban humorísticamente las notas de prensa. Estos espacios han sido reiterados en diversas producciones, incluyendo los propios noticieros.
A pesar de su perfil democrático, Semanario insólito finalizó junto con la dictadura cuando se «levantó del aire misteriosamente» unas semanas antes de las elecciones presidenciales de 1983. Hay discrepancia respecto a este tema, ya que mientras Virginia Hanglin afirma que fue «prohibido por los militares» como una de las últimas decisiones en el canal, Raúl Becerra menciona que en 1984 «la gente de Semanario insólito desaparece del mapa», luego de haber sido informados de «manera elíptica» por David Ratto —jefe de la campaña presidencial de Raúl Alfonsín— que estaban prohibidos. Recién a partir de 1986 el formato del programa fue continuado por Adolfo Castelo y Becerra junto a Carlos Abrevaya y Jorge Guinzburg en La noticia rebelde —también emitido por ATC—, siendo los 4 sus creadores y conductores. Desde este ciclo, el arquetipo humorístico ideado en Semanario insólito comenzó paulatinamente a convertirse un exitoso género, reproduciéndose en múltiples programas, entre ellos Cable a Tierra (1985), Perdona nuestros pecados (1994), Caiga quien Caiga (1995), Televisión Registrada (1999) y Mañanas informales (2005). Los mencionados, acentuaban individualmente las principales características del ciclo, el periodismo de opinión y la autorreferencia televisiva.
El programa marcó un hito en la historia de la televisión argentina, convirtiéndose en un programa de culto, ya desde sus inicios. No obstante, jamás superó los 6 puntos de índice de audiencia y recibió un solo premio; la Cruz de Plata Esquiú, otorgada en el Centro Cultural General San Martín. La repercusión e influencia de este fue mayor en el ambiente periodístico–televisivo y sectores progresistas de la sociedad argentina de la década del 80 que en el público en general.

## Historia

### Contexto y antecedentes

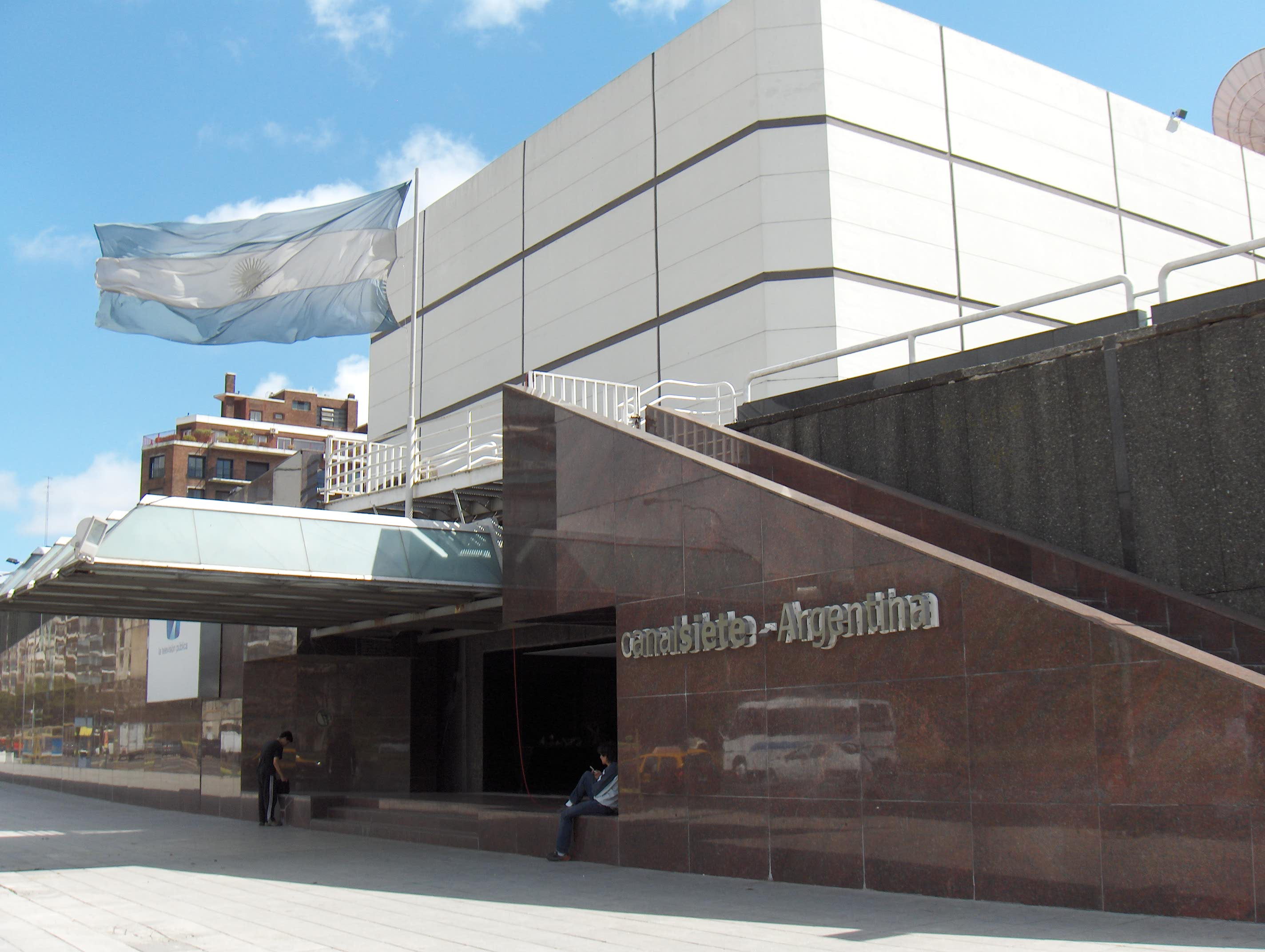
Entrada principal a los estudios del Canal 7 de Buenos Aires, llamado Argentina Televisora Color desde el año 1979 hasta 1999. Están ubicados Av. Figueroa Alcorta 2977, barrio de Recoleta.

Desde sus inicios, Canal 7 se estableció como una señal estatal con una programación comercial respaldada por la propaganda gubernamental. En la historia de éste, no existía un proyecto que procurara convertirlo en un canal cultural alternativo a lo mercantil, excepto por las breves gestiones de Marcelo Simonetti y Francisco Petrone en los años 1964 y 1965. El 24 de junio de 1975 —aún en el gobierno constitucional de María Estela Martínez de Perón— se sancionó la Ley de Expropiaciones N.º 21 499, devolviéndole al estado las licencias de los canales públicos otorgados en 1958. Esta caducidad, ya había sido determinada durante el gobierno dictatorial de Alejandro Agustín Lanusse. Las Fuerzas Armadas, ya en el poder a partir del 24 de marzo de 1976, dividieron la gestión de los canales de Buenos Aires equitativamente: Canal 9 al Ejército Argentino, Canal 11 a la Fuerza Aérea Argentina, Canal 13 a la Armada Argentina y nombraron a un interventor en representación de cada fuerza; Roberto Jesús González (teniente coronel), Adolfo Pietronave (teniente coronel) y Carmelo Astesiano Agote (capitán de fragata), respectivamente. El único que permanecería como estatal sería Canal 7 —siempre y cuando el resto fueran privatizados en el mediano plazo— quedando a cargo de la Presidencia de la Nación y nombrando como interventor al capitán de corbeta Humberto Francisco D'Angelo. En los primeros meses del autodenominado Proceso de Reorganización Nacional la emisora era la principal opción cultural, transmitiendo ballet, ópera, teatro, fútbol y automovilismo. Sin embargo, ante la confirmación —a pesar de que ya existían denuncias internacionales por las violaciones de derechos humanos cometidos en el país— de Argentina como sede de la Copa Mundial de Fútbol de 1978, la Junta Militar concibió al canal como una herramienta de política cultural, siendo una ocasión oportuna para acabar con lo que denunciaban como una «campaña antiargentina» efectuada desde el exterior. La inversión en la infraestructura fue de gran magnitud y entre las planificaciones se edificó un «megaestudio» —construido por el estudio de arquitectura MSGMSS y dirigido por Justo Solsona— de televisión en la intersección de las calles Av. Figueroa Alcorta y Tagle, barrio de Recoleta, Buenos Aires. Fue ideado para funcionar como sede del Centro de Producción de A78TV, inaugurado por Jorge Rafael Videla el 19 de mayo de 1978 y dependiente del Ente Autárquico Mundial '78.
Esta central televisiva —que sería posteriormente la nueva sede de Canal 7— poseía además de una estructura edilicia única, tecnología de última generación para la transmisión del mundial; el magnetoscopio, 30 nuevas cámaras, salas para post–producción de audio y cuatro camiones de exteriores completos con usinas eléctricas propias, entre otros. Sin embargo, la dictadura no logró el cometido previsto; transmitir los partidos a color. El retraso en la renovación de los aparatos receptores determinó que los partidos se transmitieran internacionalmente en colores pero en blanco y negro para los televidentes argentinos, excepto por la final entre Argentina y Holanda que fue emitida en color y pudo ser vista por las personas que disponían de televisores con sistema PAL-N. Así la renovación de Canal 7 —que respondía a la organización del mundial de fútbol pero también a una tendencia mundial de los medios de comunicación a transmitir en colores— se articuló también con la intención de orientar el uso de la nueva tecnología a construir una grilla de programación con perspectivas comerciales.

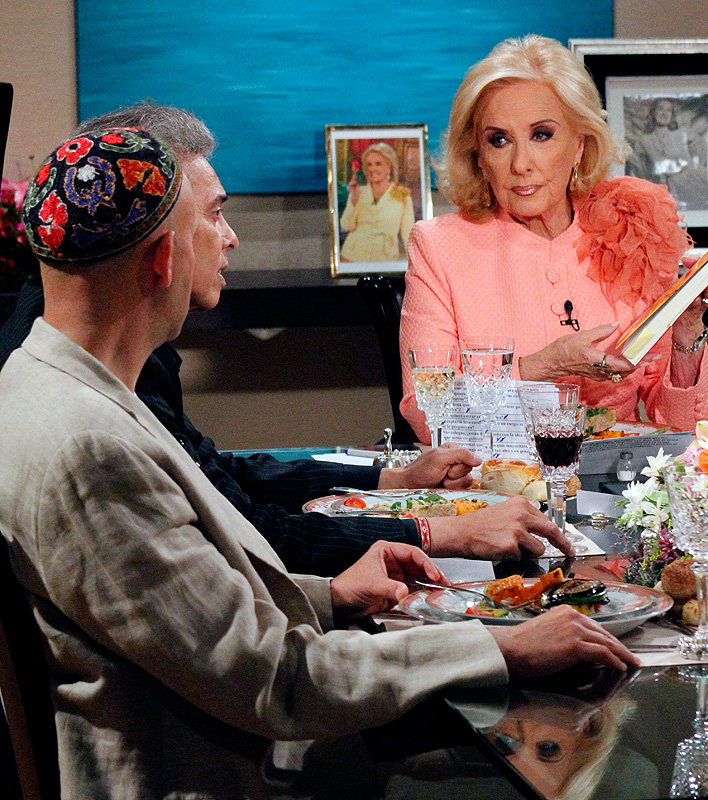
Almorzando con Mirtha Legrand es el programa de mayor antigüedad en la historia de la televisión mundial conducido por un mismo anfitrión. La adquisición de este ciclo —que ya había sido emitido en diversos canales desde 1969— fue el primer objetivo de Carlos Montero para la construcción de una programación comercialmente exitosa.

Para cumplir este objetivo, el estado recurrió al empresario televisivo Carlos Montero, padre del periodista de igual nombre de la CNN en Español. Este había trabajado trabajado en Canal 13 junto al empresario cubano Goar Mestre, considerado como uno de los pioneros de la industria audiovisual de América Latina. A pesar de depararle un cargo en la televisión brasileña, Montero aceptó la oferta de dirigir Canal 7, ya con las nuevas instalaciones en Av. Figueroa Alcorta y Tagle. Asumió a principios de 1979 el cargo de gerente artístico y le propuso al Teniente coronel Enrique Santos Paradelo —nuevo interventor nombrado por el Estado Mayor Conjunto de las Fuerzas Armadas— 3 proyectos posibles para el canal; «un canal cultural de bajo costo», «un canal con una inversión limitada» o un «canal con una inversión significativa». Los militares optaron por este último y el 3 de mayo de 1979 cambió su nombre por Argentina Televisora Color (ATC), cuyo título tenía la finalidad de anunciar el esperado comienzo de la televisión en color, pero la recepción de las emisiones aún no estaba resuelta. A pesar del retraso de la transmisión a color, las nuevas instalaciones de ATC permitían una mayor calidad de imagen que el resto de los canales, por lo que Montero decidió formular una nueva programación para el canal, conformando su equipo de trabajo con Enrique "Yuyo" Taboada como gerente de producción y Juan Chotsourian de programación, colegas en su época en Canal 13, mediante quienes conformó el equipo de técnicos y profesionales necesarios para afrontar la generación de nuevos contenidos. Entre las incorporaciones, se encontraba el periodista Carlos Alberto Aguilar, conocido del trinomio Montero–Chotsourian–Taboada desde su período en Canal 13, cuando era realizador de la serie documental Argentina en este siglo —en co–producción con Proartel, antigua compañía perteneciente a Goar Mestre— entre los años 1966 y 1967, galardonado con los premios Santa Clara de Asís como Mejor libretista y el Martín Fierro por Mejor programa periodístico. Aguilar también había participado desde 1973 en la conducción de Teleonce Informa hasta poco tiempo después del golpe militar, pero impedido de ejercer su profesión de periodista por su condición de librepensador, fue nombrado como productor de ATC, quedando a cargo del programa infantil El festival de Tom y Jerry. Aguilar conformó su propio equipo de colaboradores, incorporando a los guionistas Jorge Maestro y Sergio Vainman, siendo el debut televisivo de éstos. El ciclo se presentaba como un magacín pero orientado al público pueril; era emitido con conductores en vivo, información de interés general y las caricaturas creadas por William Hanna y Joseph Barbera. Maestro y Vainman, mencionan al respecto:
“En nuestro caso, Carlos Aguilar, un productor del canal cuya frase favorita era: "Yo no soy de la televisión, trabajo en televisión", debe haber visto en algo en nosotros que le llamó la atención. [...] La cuestión es que nos contrató y ahí empezó otra vida, de la cual casi todo lo ignorábamos, como la mayoría de los mortales. [...] Éramos autores, asistentes de producción y che pibe todo terreno de un programa infantil llamado El festival de Tom y Jerry que salía al aire todas las tardes y tenía la estructura de un magazine para niños. [...] Aprendimos a escribir lo posible y a descartar los delirios, porque éramos nosotros mismos los que tendríamos que lidiar con ellos para ponerlos en el aire. No era necesario que ningún productor nos corrigiera los libros "por imposibles", ya que sabíamos de todas las limitaciones antes de sentarnos a escribir. [...] Los conductores del programa usaban una muletilla para pasar de sección: "¿Cómo sigue el festival?". Nosotros nos hacíamos esa misma pregunta todo el tiempo, dado que gracias a nuestra insistencia habíamos ingresado a ese mundo irreal donde todo cambiaba vertiginosamente y el aire "se comía nuestro trabajo a diario y había que empezar de cero nuevamente, sin garantías de nada. Una sensación de pérdida constante que no había tiempo de lamentar porque al día siguiente, si no chocaban los planetas o algún ejecutivo se levantaba cruzado, había programa. Seguramente ese espectáculo infantil no pasó a la historia grande de la televisión argentina, pero sin lugar a dudas ocupa un lugar en la nuestra.”
Montero había logrado minimizar la presencia de programas propagandistas vinculados a los intereses de las Fuerzas Armadas, limitándolos a la franja horaria que comenzaba a las 23 00 horas y teniendo según sus propias palabras «poder de decisión total» para el armado de la grilla, además de un gran presupuesto. No obstante, el principal desafío de Montero era la creación de un noticiero, ya que los límites establecidos por la censura directa de la circulación de determinada información hacían muy difícil la creación —en un canal intervenido por la propia dictadura— de un noticiero verosímil. La nueva programación del canal no sólo logró que Canal 7 liderase por primera vez en la historia de la televisión argentina los índices de audiencia, sino que ingresó más de USD $8 000 000 de facturación publicitaria en enero de 1980, cuando en marzo de 1979 presentaba menos de USD $70 000. A pesar del éxito logrado, la buena relación de Montero con los interventores militares se mantuvo por poco tiempo, renunciando el 31 de diciembre de 1979 a su puesto y llevándose consigo a Taboada y Chotsourian.
Aguilar continuaba dedicándose a la producción de El festival de Tom y Jerry y había comenzado a organizar certámenes literarios, concursos de dibujo sobre Don Quijote de la Mancha —libro que había sido prohibido por la dictadura—, entrevistas a escritores, pintores y divulgación sobre la ecología, entre otros contenidos. Estos le permitieron la creación del ATC Club, un sistema de membresía para los infantes mediante el cual se entregaban premios a los socios en torno a La carpa del color, un multiespacio ubicado en las terrazas de Canal 7 donde además de consumir una merienda gratuita y dibujar libremente, el público podía presenciar diferentes eventos especiales con figuras internacionales entre quienes se incluyen Los Payasos de la Tele, Enrique y Ana y Parchís. Aguilar también realizó otros programas para la señal en colaboración con Maestro y Vainman; El planeta de Berugo (1981), El show de Quico (1981) y Mujervisión (1982), entre otros.
En el año 1979 había sido presentado por Aguilar el capítulo piloto de Microhistorias del mundo llamado La epopeya de mayo. Este consistía en la narración de los hechos ocurridos el 25 de mayo de 1810, bajo el criterio de la microhistoria y una estética de historieta, con láminas realizadas en tinta china por Alberto y Enrique Breccia. El proyecto fue postergado durante la gestión de Montero, ya que las microhistorias debían ser emitidas durante las tandas comerciales de ATC, siendo estas últimas una de las principales fuente de ingresos del canal. Por otra parte, los televisores con sistema PAL-N habían comenzado a extenderse por el país a principios de 1980, por lo que la transmisión a color ya era posible y la programación de la emisora —al igual que las demás señales— debía adaptarse a este suceso, además de que en ese mismo año se cumpliría el 170° aniversario de la Revolución de Mayo. Ante esta serie de proximidades Aguilar le solicitó a los Breccia colorear las láminas, tarea que confeccionaron junto a su hija, Patricia. Con estas ya coloreadas, el periodista insistió en la incorporación de Microhistorias del mundo a la nueva programación en color del canal —que comenzaría a emitir desde el 1 de mayo—, esta vez siendo aceptado por el nuevo interventor, el teniente coronel Jorge Castro.
El 15 de septiembre de 1980 se sancionó la Ley Nacional de Radiodifusión n.º 22.285 y se determinó que el organismo regulador de los medios de comunicación sería el Comité Federal de Radiodifusión (COMFER), remplazando Consejo Nacional de Radio y Televisión, activo desde 1957. Entre las funciones atribuidas al primero estaban «controlar los servicios de radiodifusión, en sus aspectos culturales, artísticos, legales, comerciales y administrativos», «supervisar la programación y el contenido de las emisiones» y «calificar en forma periódica a las estaciones», entre otros. Dicha ley estableció además que el COMFER estaría a cargo de un directorio integrado por siete miembros —entre ellos los representantes del Ejército Argentino, la Armada Argentina y la Fuerza Aérea Argentina— y bajo el asesoramiento de una comisión constituida por delegados de todos los ministerios del gobierno nacional y de la Secretaría de Inteligencia de Estado (SIDE). Ya a principios de 1982, el canal contaba con una programación adaptada a la cobertura informativa de los sucesos de la guerra en las islas Malvinas, con un tratamiento aparentemente triunfalista del conflicto –recuérdese la frase Estamos ganando en diversidad de periódicos y revistas, además de la censura de imágenes y testimonios de soldados–, mediante constantes flashes informativos y el noticiero 60 Minutos —que era el de mayor audiencia en esa época—, creado por Horacio Larrosa y conducido por José Gómez Fuentes, María Larreta, Nicolás Kasanzew, Enrique Alejandro Mancini, Silvia Fernández Barrio y Oscar Otranto. Estos dos últimos, renunciaron a la conducción 2 días antes de iniciarse el conflicto de Malvinas. Por «cuestiones de seguridad», el gobierno de facto había establecido diversas pautas para la difusión de la información bélica, entre ellas que no «reste credibilidad y/o contradiga la información oficial». Se impusieron por entonces contenidos que naturalizaban la violencia, los apremios ilegales y el sexismo en todos los canales de televisión; El hombre nuclear, La mujer biónica, Las calles de San Francisco, Kojak, S.W.A.T., Los ángeles de Charlie, entre otros.

### Origen
Puesto que la atención suscitada por la guerra tanto en el gobierno como en los medios de comunicación provocaba descuidos del aparato de censura, Aguilar entendió que podía resultar oportuno editorializar desde el humor y decidió desarrollar un resumen semanal de noticias apócrifo. El periodista ya contaba con un precedente del humorismo como recurso narrativo de acontecimientos, ya que en los años 1963 y 1964 había realizado la telecomedia de sátira política Un Osvaldo al más allá —protagonizada por Osvaldo Terranova y Osvaldo Pacheco— donde los protagonistas viajaban en el tiempo recayendo en variados hitos de la historia de la humanidad. Aguilar comenzó añadiendo a Raúl Becerra como productor creativo y a Raúl Portal como conductor. Ambos eran conocidos del productor desde hacía varios años —Aguilar y Becerra habían trabajado juntos en la producción del programa Video show— y ellos por su cuenta habían experimentado combinar actualidad con humor en la prensa escrita y la radio. 

Becerra –periodista y creativo publicitario– había sido encargado en 1979 por pedido de Juan Chotsourian de realizar una versión nacional del reality show estadounidense Real People. Este consistía en la presentación de sketches y bloopers previamente filmados a la emisión de cada programa sobre «gente real» con oficios inusuales. Por cuestiones técnicas sobre el despliegue de producción necesario para este tipo de contenidos, Becerra consideraba que un programa de esas características no podía hacerse en el país, sumándose a esto la retirada de Chotsourian del canal por lo que el proyecto no fue concretado. Portal era periodista, exjefe de prensa del Ministerio del Interior entre los años 1968 y 1978 y en 1982 brindaba asesoramiento en ATC referido a la difusión y divulgación de información sobre la Guerra de Malvinas. 

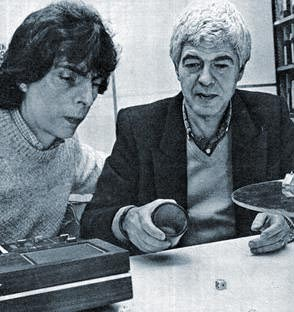
Adolfo Castelo (derecha) con Alejandro Dolina, conduciendo el programa radial Demasiado tarde para lágrimas, 1984. Este último sería la primera persona recomendada por Castelo para conducir Semanario insólito.

Becerra incorporó al proyecto al periodista y locutor Adolfo Castelo, quien tenía antecedentes de humor–periodístico en la revista satírica Tía Vicenta, y había conducido en el año 1968 junto a Anselmo Marini y Jorge Vaccari el primer programa radiofónico argentino de humor absurdo, Las Ventajitas. Castelo a su vez propuso en primera instancia al escritor Alejandro Dolina, con quién llegaron a hablar con respecto a la conducción del programa. Sin embargo, Becerra y Adolfo consideraron que «el tono del Negro estaba en las antípodas del tono del programa». Sin la participación de Dolina, Aguilar hizo hincapié en contar con una presencia femenina, a lo que Castelo propuso a la modelo publicitaria Virgina Hanglin la cual conocía por su hermano Rolando, puesto que habían sido colegas –también con Becerra– en la agencia de publicidad Marín-De Lorenzo, participando en la producción de Supershow infantil, Video Show, entre otros ciclos. La gran cantidad de contenidos realizados, sumándose a la falta de tiempo para ensayos, motivó que Aguilar incorporara a Becerra también como conductor, para garantizar la dinámica prevista. Según las propias palabras de Becerra, ninguno de ellos tenía experiencia televisiva, campo en el cual Aguilar ya era un destacado, por lo que aceptó la conducción.
Ante las circunstancias sociales del país, el equipo se preguntó si era el momento oportuno para comenzar el ciclo, a lo que les fue respondido «este es el mejor momento para un programa de humor».  El domingo 10 de abril a las 20:30, fue emitido de improviso y carente de promoción Semanario insólito. El programa se presentó en vivo y en directo con el despliegue de producción de un gran show televisivo, una escenografía similar al noticiero oficial del canal –con una ciudad como fondo– y las tribunas repletas de público, parientes y amigos de los –hasta ese momento– desconocidos conductores, que ingresaban al estudio ovacionados, como si fuesen celebridades. Sobre la secuencia de apertura, aparecían los créditos y se reproducía «Adelante, estudios centrales», la cortina musical del programa, con reminiscencias de la Marcha Radical y la Marcha de las Malvinas. Luego de ocupar sendos asientos, Virginia Hanglin pronunció una frase que se repetiría como lema del ciclo: «Buenas noches, llegó la televisión. Llegó... Semanario insólito».
Las temáticas que abordaría el programa, jamás le fueron informadas a las autoridades del canal previamente a su emisión. Al respecto del inicio del ciclo y el marco de este, Castelo y Becerra mencionaban, respectivamente:
 “Era una época difícil, porque presentar un zapallo de 5 kilos a algún milico le podía parecer subversivo. Arrancamos ante el desconcierto de los funcionarios que nos consideraban anarquistas.”
“Al principio le dijimos que sí, que íbamos a hacerlo, cuando se dieron cuenta de que no era eso lo que habían pedido, ya estábamos en el aire.”

### Desarrollo, producción y contenidos
Desde su inicio, el programa fue considerado de culto, contando con gran repercusión y fanatismo entre integrantes del medio televisivo, intelectuales y sectores progresistas de la sociedad que del público masivo en sí. Para la confección de los sketches y gags, se destinaba gran cantidad de tiempo a la edición, musicalización y producción del material.
Se realizaban entrevistas, encuestas y móviles en exteriores (que según Becerra, «nadie había salido a la calle» a hacerlas) con «grabadoras que parecían lavarropas», en alusión al enorme tamaño de las cámaras de televisión de aquel entonces. El sondeo más recordado –que incluso llegó a ser tapa del periódico La Nación de Buenos Aires– fue «¿En qué se diferencia un diputado de un senador?», a lo cual las personas no sabían qué responder, pues habían vivido en dictadura desde hacía ya 6 años.
La sección llamada Único medio –con un título satírico para con los actos de censura por parte del estado–, se dedicaba a presentar primicias que no eran tales, ya fuera por la inexistencia o imposibilidad de estas. Uno de los comentarios más recordados fue «Aquí no está ocurriendo absolutamente nada y somos el único medio presente» y en una de las emisiones de este espacio, se anunció lo siguiente: 
Virginia Hanglin: “¡Adelante, Castelo!”
Adolfo Castelo: “Gracias, estudios centrales, estamos acá en la puerta del Congreso de la Nación a la espera de que se inicien las sesiones de diputados.”
Ese hipotético evento era completamente inviable en aquella época. El golpe de Estado de 1976 había disuelto el Congreso Nacional, derrocado a las autoridades provinciales (gobernadores y legislaturas) y destituido a los miembros de la Corte Suprema de Justicia designando en su lugar a los abogados Adolfo Gabrielli, Horacio Heredia, Abelardo Rossi, Alejandro Caride y Federico Videla Escalada. El Congreso Nacional no volvería a instituirse hasta las elecciones legislativas de 1983, con el retorno de la democracia. 
Semanario insólito había ganado mayor popularidad y aumentado su nivel de audiencia, por lo cual las autoridades del canal decidieron continuar el ciclo. Pero el antecedente de las microhistorias sumado al perfil democrático del noticiero–humorístico, compelieron que Aguilar abandonase el programa, delegándole la producción ejecutiva a Raúl Becerra. En relación con las «conductas subversivas» del ciclo para con la dictadura, Castelo expresaba lo siguiente:
“O nos perdonaban la vida o ya no les importaba nada.”

Él opinaba que poseían un nivel de «ironía que no entienden demasiado los militares» y que «los contactos sólidos de Raúl Portal con el gobierno», tornaban inmutable al programa ante la censura estatal.
| No las hacíamos [las entrevistas] en la estación de un tren, o en un barrio humilde, sino donde la gente se podía defender. —Adolfo Castelo |

 Las encuestas callejeras comenzaron a mofarse del propio público, exponiendo el desconocimiento del entrevistado con respecto al tema a tratar. Por ejemplo, en notas hechas en una librería de la Avenida Santa Fe y Av. Callao, les preguntaban a los compradores de esta si habían leído un libro apócrifo de Jorge Luis Borges, a lo que respondían que sí. O también la pregunta «¿Usted creé en los ómnibus?», a lo que los transeúntes contestaban afirmativamente y si no era el caso, lo hacían con displicencia, confundiendo ómnibus con ovnis. Muy recordado es el móvil en exteriores, donde se preguntaba a la gente "qué opina del pase de Cysterpiller al Barcelona", en referencia al pase de Maradona a dicha institución (de quien Jorge Cysterpiller era su mánager y apoderado). Según Becerra, lo que buscaban era «demostrar que la gente no oye, cuando se trata de televisión». Este concepto de entrevistas, orientadas a la burla hacia la gente incluso a través de una postproducción que favorecía el escarnio de los actores sociales sería luego adaptado en diversos programas, como Videomatch –el cual incorporó las cámaras ocultas– o Caiga quien caiga.
Otro de los espacios era El guapo, mediante el cual se denunciaban irregularidades urbanísticas (como la basura que llenaba los túneles de Av. Libertador) y el propio Castelo era forzado por sus principios –ya que era «guapo»– a transitar y ser víctima de éstas. En el segmento Pasando revista, cuya originalidad le fue atribuida erróneamente a La noticia rebelde, se leían las notas de diversos ejemplares –Gente, Siete Días, entre otros– analizándolas humorísticamente y calificando de frívolos e irrelevantes a los contenidos. Como remate, los presentadores se observaban entre ellos y decían «¿A quién le importa ésto?» mientras arrojaban las revistas a cualquier parte del estudio. Este segmento le valió críticas negativas y falta de difusión al programa por parte de las revistas que eran menospreciadas, las cuales eran en aquella época las de mayor repercusión y lectura del país.

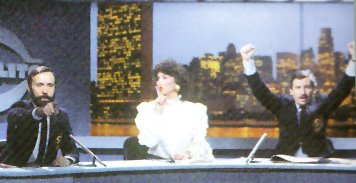
De izquierda a derecha: Raúl Portal, Virginia Hanglin y Raúl Becerra conduciendo en una de las emisiones del programa, 1982.

Virginia Hanglin realizaba la sección Los cuentos de la tía Virginia. En uno de ellos narró la historia de cómo una lechuga, nacía en una granja, costando 2 centavos y luego de una extensa cadena de intermediarios, llegaba al hogar costando 10 pesos. Explicando así de una forma sencilla el concepto de plusvalía. Debido a esta emisión, el programa recibió «amenazas anónimas». Raúl Portal hacía un personaje denominado El Caco, un periodista alienado y violento, que en nombre de brindar una crónica de sucesos policiales, los repetía, provocando desmanes superiores al hecho original y en algunos casos, llegaba a confundirse la ubicación del evento en sí. En la realización de uno de esos sketches, hizo su aparición por primera vez Nicolás Repetto, quién trabajaba en aquella época como cronista para la revista Gente. Castelo decidió incorporarlo en la grabación porque «se parecía a Jerry Lewis» y fue contratado posteriormente como reportero. Interpretaba a un personaje llamado el Torperiodista, un periodista vestido de traje y con maletín, que se dedicaba a realizar deportes de alto riesgo; windsurf, paracaidismo, motocross, entre otros. Luego el nombre de esta sección fue cambiada a Deportes para ejecutivos con poco tiempo.
Frecuentemente se hacían entrevistas a celebridades, lo cual no era muy común en los programas de televisión de la época. De todas formas, a los invitados no les otorgaban oportunidad para expresarse y les hacían preguntas absurdas e inconexas, que no se relacionaban en ningún aspecto con la trayectoria o el ámbito laboral de este. Finalmente, luego de haber sido interrumpido asiduamente en la plática y que sus opiniones explayadas fueran tergiversadas en el acto por el propio anfitrión –al igual que en el sketch Vas a decir lo que necesito que digas de Peter Capusotto y sus videos–,  le comunicaban «Bueno, se nos acabó el tiempo, nos vamos al corte, muchas gracias por haber venido» y la figura era rápidamente apartada del estudio. En una ocasión, el luchador profesional Martín Karadagian fue víctima del sketch, el cual no comprendió, por lo que respondió agresivamente y tuvieron que apaciguarle durante varios minutos, explicándole el concepto de este. Reacciones de esa índole eran comprensibles, pues en la televisión argentina el entrevistador jamás había tenido este tipo de procederes para con el entrevistado.

El nivel de incongruencia y alelamiento de los conductores llegaba al paroxismo, cuando le conferían salvoconducto a elementos intangibles: 

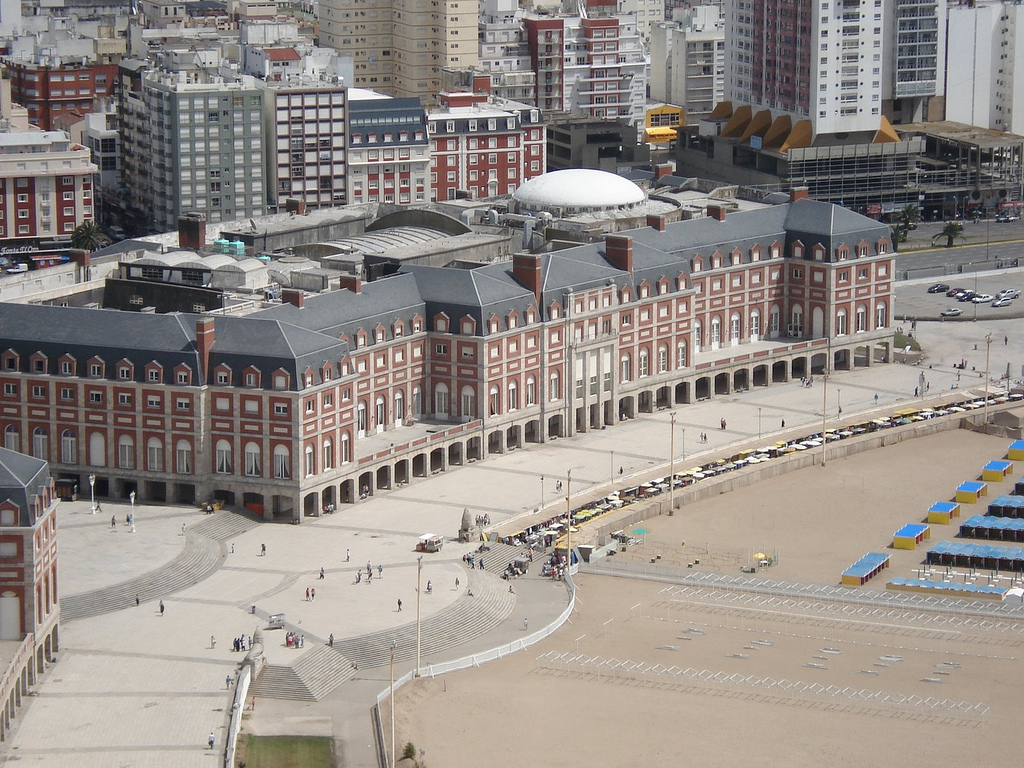
El Casino Central ubicado en la rambla homónima –donde se grabó el último episodio de la primera temporada de Semanario insólito– de la ciudad de Mar del Plata fue inaugurado en el año 1939, siendo uno de los establecimientos más extensos del mundo en esa época y actualmente el más grande de Argentina.

Virginia Hanglin: “Adelante, corte comercial.” [anunciaba para ir a la tanda publicitaria]
Virginia Hanglin: “Gracias, corte comercial.” [al finalizar la misma]
Castelo utilizaba el mismo recurso, pero con él mismo. 
Adolfo Castelo: “Adelante Adolfo.” [anunciaba desde los estudios]
Adolfo Castelo: “Gracias Adolfo.” [respondía el propio conductor desde alguna ubicación de Bs. As.]
La realización de los segmentos y notas en donde los conductores se presentaban a ellos mismos, debían ser inexorablemente grabadas previamente a la emisión del programa para su posterior edición. Además, como separador de cada uno de los bloques, aparecía una celebridad diciendo «esto es insólito».
El 26 de diciembre del año 1982, fue emitido el último programa de la primera temporada –y prólogo a su vez de la segunda– cuya conducción fue llevada a cabo desde la Rambla Casino de la ciudad de Mar del Plata. En este especial, fueron presentados los momentos más destacados del ciclo y diversos sketches con las participaciones de grandes celebridades, entre ellos Álvaro Alsogaray, Amadeo Carrizo, Antonio Carrizo, Edmundo Rivero, Enrique Macaya Márquez, Gachi Ferrari, Horacio Acavallo, Irineo Leguisamo, Jorge Asís, Marta Minujín, Nito Mestre, Osvaldo Miranda, Ramón "Palito" Ortega y Susana Rinaldi.
En la segunda temporada Becerra continuó a cargo de la producción ejecutiva y fueron continuados la totalidad de los segmentos, a excepción de El Caco, puesto que en enero de 1983, tras haberse «peleado a sillazos» con Becerra y Castelo por desacuerdos ideológicos, Portal abandonó el ciclo y comenzó a realizar el programa Misteriodismo en Canal 13, el cual era según Castelo una «mala imitación» de Semanario insólito. Nicolás Repetto comenzó a remplazarlo en la conducción y fue incorporado como notero el periodista y locutor marplatense Norbert Degoas, quien fue apodado a partir de allí como El extraterrestre.
El horario del programa fue extendido a una hora, transmitiéndose desde las 21:00 hasta las 22:00. Los sketches contaron con las participaciones especiales de Amelita Baltar, Berugo Carámbula, Canela, Carmen Yazalde, Cecilia Laratro, Darío Grandinetti, Diana Ingro, Eduardo Rudy, Enrique Llamas de Madariaga, Gerardo Sofovich, Haydée Padilla, Juan Alberto Badía, Marina Magali, Martín Karadagián, Narciso Ibáñez Menta, Rey Charol, Susana Fontana y Víctor Sueiro, entre otros.
En una de las emisiones del programa, Castelo apareció nuevamente en una nota en exteriores, diciendo lo siguiente:
“Semanario insólito, quiere adelantarles que a mi espalda, está el Congreso. Tengamos paciencia, falta poco.”
La supuesta primicia se refería a la «vuelta a la democracia» en 1983. Pero al retomar la emisión en los estudios, Becerra le acercaba un «cable», el cual le informaba que esta se pospondría hasta 1984. A pesar de su perfil democrático, Semanario insólito finalizó junto con la dictadura. Algunos de sus integrantes suponen que fue levantado por los militares, como una de las últimas decisiones en el canal.

## Legado

### La noticia rebelde
En 1986, Becerra, Castelo y Repetto junto a Carlos Abrevaya, Jorge Guinzburg y Nicolás Repetto continuaron el formato establecido en Semanario insólito y realizaron uno de los programas más exitosos e influyentes de la televisión argentina, La noticia rebelde. El nombre parodiaba al título dado en Hispanoamérica –La novicia rebelde– a la película estadounidense de 1965, The Sound of Music, de cuya banda sonora provenía la cortina musical del ciclo. Este fue emitido diariamente de 19:00 a 20:00, también por Argentina Televisora Color. Pensado originalmente como un programa solo para el verano de 1986, comenzó el 1 de enero de ese mismo año cubriendo el espacio que dejaría vacante la telecomedia Mesa de noticias durante 3 meses, pero la buena repercusión que tuvo en el público consolidó su permanencia. La noticia rebelde competía la franja horaria con dos noticieros tradicionales, Nuevediario (Canal 9) y 100 noticias (Canal 11).
La concepción del programa se debe parcialmente a eventos casuales; Carlos Montero se desempeñaba como productor en ATC y le habían sido presentados dos proyectos periodísticos–humorísticos; uno por parte de Guinzburg y Abrevaya y otro de Castelo y Becerra –aunque estos dos últimos habían hecho la propuesta con anterioridad–. Ante esta disyuntiva, Montero les aconsejó «O se pelean para ver quién es el más fuerte o se juntan». Los cuatro periodistas ya se conocían por la prensa escrita y la radio, así que no tuvieron inconvenientes en fusionarse, aunque el directorio de la emisora tenía cierta reservas para con Castelo y Becerra por lo que le preguntaron a Guinzburg si no eran «medio fachos», a lo que este respondió «si son amigos míos, no pueden ser fachos».
El contexto político del país –el retorno a la democracia en 1983 y la presidencia de Raúl Alfonsín– favorecieron en gran parte la repercusión y popularidad del producto, permitiéndole abarcar con más libertad temáticas principalmente en el ámbito político, que estaban por su naturaleza vedadas en la dictadura, además del persistente designio de los propios políticos de aquella época de introducirse en la farándula. Castelo mencionaba que «la clave del programa fue desmitificar los parámetros de los medios masivos, desnudando imposturas a través del humor». La noticia rebelde heredaba el modelo humorístico de Semanario insólito pero con una orientación crítica menos naíf y más agresiva especialmente para con las políticas neoliberales y los medios de comunicación.  De hecho, el 11 de octubre de 1987 el programa inició con Abrevaya anunciando la siguiente diatriba a estos últimos que según él tenían «dificultad de comunicación».
“Todos los argentinos estamos pagando los medios, tanto estatales como privados. Si los medios de difusión de la Argentina no trabajan en favor del proyecto de la mayoría de los argentinos, nuestro futuro será como nuestro pasado: una interminable y sangrienta pelea por espacios de poder, una constante y retardataria lucha por dominar a los otros. Todavía cantamos, quien quiera oír que oiga y el que no, una deuda externa tendrá.”
La sección más destacada del programa era La entrevista, ya que tanto la pregunta inicial para «romper el cubito» como todas las posteriores era ciertamente embarazosas; tendiendo a provocar incomodidad y actos fallidos en el invitado. Guinzburg mencionaba que «la gente tenía miedo de ir, pero lo vivía como un gran desafío. Era como sacar patente de listo haberse bancado el reportaje de La noticia rebelde. La entrevista era muy agresiva, con una primera pregunta para romper el cubito que era terrible. Hoy me daría vergüenza». En este segmento fueron entrevistados personajes destacados de la época; David Hasselhoff, Roberto Gómez Bolaños (más conocido como Chespirito), Carlos Salvador Bilardo y Pappo, entre otros. Además, el 9 de julio de 1986 el programa —a pesar de estar desvinculado del ámbito científico— recibió a los investigadores del Conicet Luis Costa, Guillermo Hernández Plata y Carlos Coni Molina para expresar que «trataban exitosamente a pacientes de cáncer con
una droga [crotoxina] curativa de muy bajo costo descubierta por el científico argentino Juan Carlos Vidal», denunciando públicamente al director del Conicet, el cual había dispuesto el cese de entregas de crotoxina a los pacientes con cáncer, que hasta ese momento recibían el fármaco gratuitamente. El anuncio, ya de alcance masivo sumado a las esperanzas de
supervivencia de muchos televidentes y a la indignación de estos por las medidas restrictivas del suministro de la droga, provocaron que la noticia sea de interés público y fueran citados posteriormente en diversos programas de televisión. Jorge Guinzburg mencionaba con respecto a ese evento que «al terminar el
programa, teníamos a toda la gente en la puerta de ATC».
| La noticia rebelde se recuerda más porque iba de lunes a viernes, mientras que Semanario... salía al aire sólo los domingos. —Adolfo Castelo |

 Los presentadores originales del programa se mantuvieron hasta diciembre de 1988, cuando Guinzburg y Becerra lo abandonaron para comenzar a emitir Sin Red, el show de los enanos malditos por el Canal 13 de Buenos Aires, junto a Pipo Cipolatti, Los Vergara —un trío humorístico conformado por los hermanos Diego, Adrián y Alejandro Korol—, entre otros.  Este ciclo competía la franja horaria con La noticia rebelde superándolo en rating, pero fue —con sospechas de censura— retirado a los pocos meses del aire. Repetto también decidió separarse en 1989 puesto que fue contratado por el Canal 13 de Paraguay para conducir y producir el programa de entretenimientos Marque el 13. Con la salida de este, incursionaron en el ciclo diversas personalidades, tales como Lalo Mir, Juana Molina, Gachi Ferrari, Claudio Ferrari y Daniel Aráoz.
De todas formas, la baja audiencia en los últimos meses, sumado a «políticas del nuevo gobierno», referido a la presidencia de Carlos Saúl Menem, motivó que La noticia rebelde fue retirada de la programación, emitiendo su último programa el 15 de julio de 1989. El conductor Mario Pergolini, señala a este ciclo como una fuente importante de inspiración para su programa Caiga quien caiga, mientras que el periodista y productor cinematográfico Axel Kuschevatzky lo destaca como uno de los «programas más significativos» de los años 1980.

### Los Indomables
En el año 1994, Becerra y Quique Aguilar –hijo de Carlos Alberto que se desempeñaba como productor en Televisa Argentina–, realizaron un programa piloto llamado Los Indomables –título que sería posteriormente utilizado en el programa de espectáculos Indomables, emitido por América TV–. Contó con Carlos Escalada como director, Miguel Gruskoin como guionista y Fabián "Vön" Quintiero a cargo de la musicalización, realizada por una banda en vivo, integrada también por Marcelo "Gillespi" Rodríguez.
Fue conducido por el propio Becerra, junto a Roberto Pettinato, Jorge Crivelli, Lalo Mir y Daniel Dátola. Este último, había sido a su vez partícipe en la producción de La noticia rebelde y Sin red, el show de los enanos malditos. El programa se presentaba como un homenaje a Semanario insólito, de hecho, iniciaba con imágenes de este y la leyenda: «En 1982, cuatro jóvenes irrespetuosos cambian la manera de hacer humor en la televisión argentina». Posteriormente se hacía una introducción humorística de los presentadores del ciclo: 
- Raúl Becerra: ya fue un éxito creativo, ya fue un ingenioso conductor. Ya fue.
- Roberto Pettinato: mientras algunos van de fracaso en fracaso, él eligió uno, y lo siguió a muerte. El neologismo Telebasura fue definido por la Real Academia Española como «conjunto de programas televisivos de contenidos zafios y vulgares».[173] Se aplica a una manera de concebir la televisión definida por la utilización de sensacionalismo, los acontecimientos impactantes, cierta excesiva incisión en los quehaceres privados y personales de personajes famosos, y absoluta carencia de contenido cultural.[174][175]

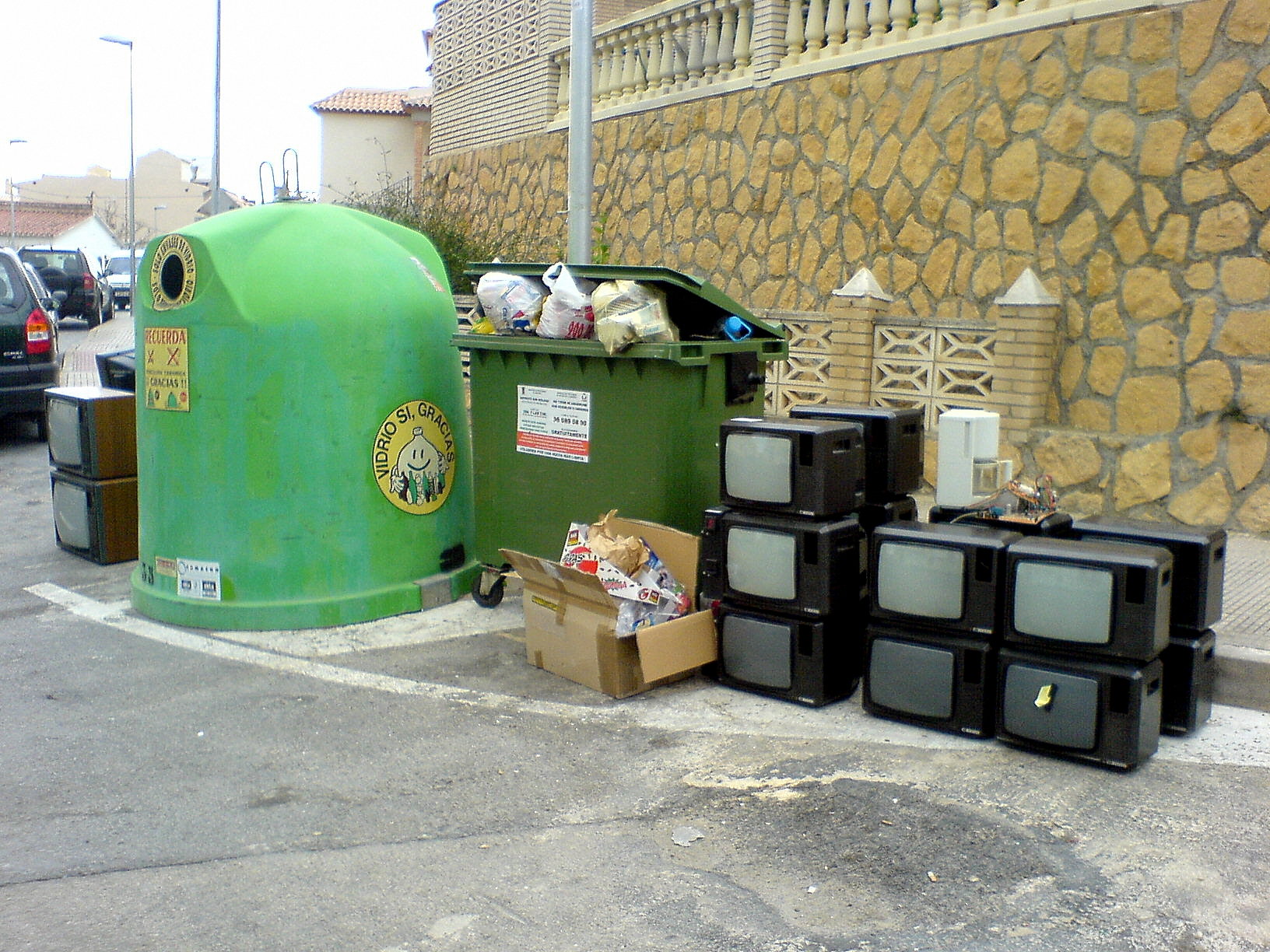
El neologismo Telebasura fue definido por la Real Academia Española como «conjunto de programas televisivos de contenidos zafios y vulgares». Se aplica a una manera de concebir la televisión definida por la utilización de sensacionalismo, los acontecimientos impactantes, cierta excesiva incisión en los quehaceres privados y personales de personajes famosos, y absoluta carencia de contenido cultural.

- Lalo Mir: una auténtica promesa en la televisión argentina, desde hace más de 20 años.
- Daniel Dátola: en televisión hizo de todo, y nunca nadie se dio cuenta.
- Jorge Crivelli: un especialista en desaprovechar oportunidades.

Además fueron parodiados hechos controvertidos de personajes de la década del 90 en Argentina; Zulema María Eva Menem (Zulemita), quien había sido descubierta por sus condiscípulas de la Universidad Argentina de la Empresa rindiendo un examen con asistencia externa mediante un equipo inalámbrico oculto, de micrófono y auricular; Alfredo Yabrán, un empresario con una profunda vinculación con los gobiernos de Carlos Saúl Menem, cuyo rostro era desconocido para el público y buscado por la prensa, ya que había declarado «sacarme una foto a mi es como pegarme un tiro en la frente». Por entonces, Yabrán había disparado y herido en una pierna a un fotógrafo apostado en la medianera de su residencia en Pinamar, Provincia de Buenos Aires, a la espera de poder fotografiarlo. Esto motivó el segmento donde Jorge Crivelli, camuflado, con disparos y explosiones a su alrededor, dice estar a «la espera de una nota exclusiva con Alfredo Yabrán» mientras que en los jardines de su casa «la situación es la habitual». Este acontecimiento quedó minimizado tiempo después, con el asesinato del periodista José Luis Cabezas, primero en lograr fotografiar al empresario.
El capítulo piloto contó con las participaciones especiales de Moisés Ikonicoff –por entonces, Secretario de Planificación de la Nación Argentina– y de la modelo y actriz Verónica Varano. Antes de finalizar, ingresa al set un camión de recolección de residuos para llevarse un aparato de televisión en funcionamiento, descartado en un volquete dentro de la escenografía de los Estudios Pampa, donde fue grabado el programa. Paralelamente la televisión argentina comenzaba a emitir contenidos que posteriormente serían denominados como televisión basura. El programa finalizaba con los conductores suplicando a los posibles compradores que adquieran el ciclo diciendo «hace mucho tiempo que no hacemos un éxito». Sin embargo, no fue adquirido por ningún canal, debido a su alto costo de producción.

### Caiga quien caiga
Desde el 14 de abril de 1995 hasta el 17 de septiembre de 2014 —aunque con interrupciones— fue emitido por las cadenas de América TV, Telefe y El Trece —canales 2, 11 y 13 de Buenos Aires, respectivamente— el noticiero–humorístico Caiga quien caiga, también conocido por sus siglas CQC. Fue producido por Cuatro Cabezas, empresa perteneciente al también conductor y creador original —junto a Eduardo de la Puente y Juan Di Natale— del ciclo, Mario Pergolini. Su última temporada fue conducida por Roberto Pettinato, acompañado por Clemente Cancela y Darian Schijman. Los mismos creadores del ciclo, han mencionado en numerosas ocasiones que CQC estaba inspirado en La noticia rebelde. El programa tenía las mismas características que sus antecesores periodísticos–humorísticos —excepto por determinados segmentos propios—, pero con una crítica más agresiva y voraz para con el funcionamiento de los medios de comunicación y la política. Sin embargo, Santiago Gándara –Licenciado en Comunicación y docente de Ciencias de la Comunicación de la Universidad de Buenos Aires—, menciona:
“Pergolini aparece como un representante estereotípico de la juventud, pero en realidad no presenta juicio alguno al funcionamiento de los medios y al poder político.”
Además se hacía una mayor énfasis en la cantidad de reportajes realizadas por los noteros del ciclo, siendo el ejemplo más destacado Andy Kusnetzoff, que pudo entrevistar a Angelina Jolie, Sandra Bullock, Andie MacDowell, Hugh Grant, Michael Douglas, Gerard Depardieu, Tim Robbins, Susan Sarandon, Sylvester Stallone, Fidel Castro, Roberto Benigni, Bill Clinton, Tony Blair, Alec Baldwin, Dennis Franz, Don Johnson, Jay Leno, Salma Hayek, Magic Johnson y Kim Basinger. También fueron reporteros Daniel Tognetti, Nacho Goano, Gonzalo Rodríguez, Guillermo López, Daniel Malnatti, Diego Angeli, Diego Della Sella, Diego Iglesias, Martina Soto Pose, Andrés Kilstein y Nicolás Guthmann.
El programa fue adquirido por la empresa de producción televisiva española Globomedia, para su emisión en España en 1996 e Italia en 1997. Posteriormente el formato fue vendido a cadenas televisivas en Israel, Francia, Chile, Brasil, Paraguay, México, Estados Unidos, Portugal, Uruguay y Holanda, convirtiéndose por su repercusión y exportación internacional en el noticiero–humorístico argentino más comercialmente exitoso. Además, obtuvo en el año 1996 el Premio Martín Fierro al Mejor programa periodístico, otro en 2005 por Mejor programa humorístico y en 2010 le fue otorgado —en su novena nominación consecutiva— el Premio Emmy Internacional al Mejor programa de entretenimiento sin guion, siendo el segundo ciclo de habla hispana en recibir ese galardón, precedido únicamente por la miniserie Televisión por la Identidad.

### Semanario, episodio 2
| Lo que yo hago también tiene su germen en Semanario..., porque ellos eran periodistas que pudieron quebrar con el estereotipo, hicieron humor con las noticias. Eso abrió el camino a los que no somos periodistas pero trabajamos con la actualidad. —Laura Oliva |

El 12 de abril del año 2006 (24 años y 2 días después del estreno de Semanario insólito) comenzó a emitirse los miércoles a las 22:00 por América TV el ciclo Semanario, episodio 2. Fue realizado por la productora Filmic Televisión, con Esteban Farfán y Adrián D´Amario a cargo de la producción general, Raúl Becerra como director creativo, Demián Adler como productor ejecutivo, Alejandro Marino como productor periodístico, Pablo Leone y Hernán Olivares como realizadores, Carlos Violante como director y guiones escritos por Andrés Maino, Esteban Urcola y Pepe Cazzola. Los conductores fueron Laura Oliva –quién habría tenido sus inicios en la televisión con Nicolás Repetto en Nico–, Luis Rubio, Gisela Marziotta y Diego Reinhold, quien ante su convocación para el programa, añadió: «Yo me lo esperaba porque tengo cierto aire a Virginia Hanglin». Becerra quería incorporar al equipo al periodista Gerardo "Tato" Young, pero este se negó.

A diferencia de Semanario insólito, donde todos los integrantes de la conducción eran periodistas –a excepción de Virginia Hanglin–, la única con ese oficio fue justamente una de las 2 presencias femeninas; Gisela Marziotta, quien ya había participado en otro noticiero–humorístico emitido por Canal 7 en el año 2000; Medios locos, título que homenajeaba al libro homónimo de Carlos Abrevaya publicado en 1989. Era conducido por Adolfo Castelo, Mex Urtizberea, Marcelo "Gillespie" Rodríguez y Marcela Pacheco, con la producción general a cargo de Gastón Portal, hijo de Raúl.
La primera emisión de Semanario, episodio 2 contó con testimonios de Víctor Hugo Morales, Lalo Mir, Magdalena Ruiz Guiñazú, Jorge Guinzburg y Carlos Ulanovsky, entre otros, narrando la historia del ciclo original y la herencia que este dejó. Luego, se realizó una encuesta callejera con respecto al programa y la apertura del mismo finalizó con imágenes y vídeos de Semanario insólito, intercaladas erróneamente con La noticia rebelde. También contó con las participaciones especiales de Nazarena Vélez, Dolli Irigoyen, La Tota Santillán y Charly García. Sin embargo, debido a su bajo índice de audiencia, las malas críticas e insuficiente pauta publicitaria, Semanario, episodio 2 fue retirado de la programación. El programa fue emitido 6 veces, posicionándolo en el tercer puesto de los 5 programas de menor duración en el aire de la televisión argentina hasta el año 2006, siendo precedido únicamente por Blef, de Diego Korol, que fue emitido 3 días y A todo culorr, con Alfredo Casero y Leticia Brédice, el cual se emitió por única vez, no siendo un especial.

### Variaciones
El patrón humorístico del programa fue asimilado y ampliado con diferentes resultados por quienes participaron del ciclo original, al igual que por quienes lo continuaron en La noticia rebelde, dispersando formatos similares en todos los canales argentinos de televisión abierta.
- Noti-Dormi  (1988)
- La TV ataca  (1991)
- Fax  (1991)
- Perdona nuestros pecados  (1994)
- Caiga quien caiga  (1995)
- Todo por dos pesos  (1999)
- Televisión Registrada  (1999)
- El resumen de los medios  (2001)
- Mañanas informales  (2005)

Con el tiempo, se han generado confusiones con respecto a los creadores y conductores del Semanario insólito original, atribuyéndoles desde la prensa, participaciones inexistentes a Ginzburg, que formó parte de La noticia rebelde o a Antonio Carrizo, quien participó pero como invitado especial.

### Periódicos y publicaciones
- Boletín bibliográfico de obras inscriptas Números 40-42. La Dirección. 1983 [Digitalizado en la Universidad de Texas el 9 de diciembre de 2008]. p. 18. Consultado el 10 de mayo de 2019.
- Somos, Números 502-511, Números 513-518. 1996 [Digitalizado en la Universidad de Texas el 19 de noviembre de 2008]. p. 85. Consultado el 10 de mayo de 2019.
- Somos, Números 589-605. Editorial Atlántida. 1988 [Digitalizado en la Universidad de Texas el 20 de noviembre de 2008]. p. 477. Consultado el 10 de mayo de 2019.
- Somos, Números 294-310. Editorial Atlántida. 1982 [Digitalizado en la Universidad de Texas el 20 de noviembre de 2008]. p. 26. Consultado el 10 de mayo de 2019.
- Somos, Números 832-848. Editorial Atlántida. 1982 [Digitalizado en la Universidad de Texas el 20 de noviembre de 2008]. p. 154. Consultado el 10 de mayo de 2019.
- Humor, Números 390-402. Ediciones de la Urraca. 1994 [Digitalizado en la Universidad de Texas el 17 de noviembre de 2008]. Consultado el 10 de mayo de 2019.
- Humor, Números 513-519. Ediciones de la Urraca. 1994.
- Veintidós, Números 60-68. Comunicación Grupo Tres. 1999 [Digitalizado en la Universidad de Texas el 19 de noviembre de 2008]. Consultado el 10 de mayo de 2019.
- Cuadernos hispanoamericanos, Volúmenes 516-519. Con la colaboración del Instituto de Cultura Hispánica, el Centro Iberoamericano de Cooperación y el Instituto de Cooperación Iberoamericana. Ediciones Cultura Hispánica. 1993 [Digitalizado en la Universidad de Texas el 24 de octubre de 2008]. p. 326. Consultado el 10 de mayo de 2019.
- Mercado, Números 677-688. Editorial Coyuntura. 1982. p. 14. Consultado el 10 de mayo de 2019.
- Todo es historia Temas 408-413. 2001 [Digitalizado en la Universidad de Michigan el 26 de septiembre de 2008]. p. 62. Consultado el 10 de mayo de 2019.
- Veintitrés, Números 330-333. Comunicación Grupo Tres. 2004 [Digitalizado en la Universidad de Texas el 20 de noviembre de 2008]. p. 49. Consultado el 10 de mayo de 2019.
- Veintitrés, Números 160-164. Comunicación Grupo Tres. 2001 [Digitalizado en la Universidad de Texas el 20 de noviembre de 2008]. p. 324. Consultado el 10 de mayo de 2019.
- Noticias de la semana, Números 914-918. Editorial Perfil. 1994 [Digitalizado en la Universidad de Texas el 19 de noviembre de 2008]. p. 8. Consultado el 10 de mayo de 2019.
- Noticias de la semana, Números 1449-1457. Editorial Perfil. 2004 [Digitalizado en la Universidad de Texas el 19 de noviembre de 2008]. p. 1024. Consultado el 10 de mayo de 2019.
- Extra, Números 199-210. Editorial El Pais. 1982 [Digitalizado en la Universidad de Texas el 18 de noviembre de 2008]. p. 45. Consultado el 10 de mayo de 2019.
- Extra, Volúmenes 17-18. Editorial El Pais. 1982 [Digitalizado en la Universidad de Texas el 18 de noviembre de 2008]. p. 45. Consultado el 10 de mayo de 2019.
- Veintiuno: XXI : la revista del siglo que viene, Números 1-9. Comunicación Grupo Tres. 1998 [Digitalizado en la Universidad de Texas el 20 de noviembre de 2008]. p. 3. Consultado el 10 de mayo de 2019.
- A Fondo: análisis de la actualidad nacional e internacional, Números 23-26. Talleres Gráficos Alemann. 1982 [Digitalizado en la Universidad de Texas el 18 de noviembre de 2008]. p. 6. Consultado el 10 de mayo de 2019.
- Plural, Números 1-13. Sociedad Hebraica Argentina. 1996 [Digitalizado en la Universidad de Texas el 23 de septiembre de 2009]. p. 41. Consultado el 10 de mayo de 2019.
- Guambia, Números 1-18. El Kiosko. 1983 [Digitalizado en la Universidad de Texas el 20 de noviembre de 2008]. p. 209. Consultado el 10 de mayo de 2019.
- Búsqueda de un país moderno, Números 13-22. Editorial Aquiles. 1982 [Digitalizado en la Universidad de Texas el 17 de noviembre de 2008]. p. 209. Consultado el 10 de mayo de 2019.
- Qué pasa, Números 1961-1968. Segunda Editorial Portada. 2008. p. 188. Consultado el 10 de mayo de 2019.
- Contraseña para el debate de las ideas nacionales, Tema 1. Rubbo. 1982 [Digitalizado en la Universidad de Texas el 17 de noviembre 2008]. p. 11. Consultado el 10 de mayo de 2019.
- The Review of the River Plate, Revista del Rio de la Plata Number 4184 [Revista Del Río de La Plata, Volumen 172] (en inglés). 1982. p. 142–144. Consultado el 10 de mayo de 2019.
- El Periodista de Buenos Aires, Temas 186-193. Ediciones de la Urraca. 1988. Consultado el 10 de mayo de 2019.
- Revista jurídica argentina la ley. Repertorio general. La Ley Editora e Impresora. 1983. p. 103–337. ISSN 0325-366X. Consultado el 10 de mayo de 2019.
- Mayer, Marcos (2003) [Digitalizado en la Universidad de Texas el 2 de noviembre de 2009]. Ahora, el humor: un país que da risa. Ediciones Instituto Movilizador de Fondos Cooperativos. p. 3. Consultado el 10 de mayo de 2019.
- Entrevista a Carlos Montero. Revista Somos. 28 de septiembre de 1979.
- Entrevista a Carlos Montero. Revista Somos. 7 de septiembre de 1979.
- Entrevista a Hugo Moser. Revista Somos. 7 de diciembre de 1979.